# Moledet
Moledet (en hébreu : מולדת, - « Terre natale ») est un petit parti politique d'extrême-droite en Israël, ayant existé de 1998 à 2013. Il défend l'idée de l'expulsion de la population palestinienne en dehors des territoires palestiniens occupés,.

## Histoire
Ce parti est fondé en 1988 par Rehavam Zeevi et dirigé par lui jusqu'à son assassinat par le Front populaire de libération de la Palestine (FPLP) en 2001. Le rabbin Binyamin « Benny » Elon lui succède alors.
Ce mouvement figure au sein d'une coalition de partis appelée l'Union nationale depuis 1999. L' Union nationale est une liste électorale commune de groupes situés très à droite sur l'échiquier politique israélien. Mais Moledet conserve son autonomie et sa personnalité au sein de cette alliance électorale.
Le parti reste mineur dans le paysage politique israélien et n'a jamais dépassé le nombre de trois députés à la Knesset. Pourtant, il a fait partie de la coalition d'Ariel Sharon et Elon a pris part au gouvernement jusqu'à sa démission en 2004, pour marquer sa désapprobation du plan de désengagement de la bande de Gaza.
Avant les élections de 2006, l'Union nationale dont fait partie Moledet forme une alliance avec le Parti national religieux, qui remporte neuf sièges ; Moledet détient à nouveau deux sièges. 
En novembre 2008, le parti annonce une fusion avec d'autres membres de l'Union nationale, du Parti national religieux et du parti Tkuma (Résurrection) pour former un nouveau parti d'extrême droite, qui prend par la suite le nom de Foyer juif . Aux élections de 2009, le Foyer juif réserve les premières places de la liste des candidats à d'autres qu'aux anciens membres du Moledet.
Moledet rejette alors la fusion et rejoint l'Union nationale relancée. 
En prévision des élections législatives de 2013, il fusionne avec d'autres pour former le nouveau parti Le Foyer juif.

## Idéologie
Le parti est influencé par les idées sionistes religieuses, dans leur version radicale, mais ce n'est cependant pas un élément central dans son idéologie. Il peut donc aussi attirer des nationalistes laïques. Il a centré l'essentiel de sa plate-forme idéologique sur l'idée de l'expulsion des Palestiniens hors d'Eretz Israël (selon les sionistes, Israël dans ses frontières bibliques). En principe, cette expulsion présenté comme « transfert » est censée être volontaire, mais le refus évident des Palestiniens pour un départ explique qu'officieusement le « transfert » soit envisagé comme contraint, c'est-à-dire comme une expulsion.
Le plan de paix Elon résume en partie le point de vue de Moledet sur le conflit israélo-palestinien.
Malgré la faiblesse relative de ses scores électoraux, Moledet a contribué a largement popularisé la notion de « transfert » ou expulsion des populations arabes palestiniennes. Cette idée recueille régulièrement de bons scores dans les sondages israéliens (jusqu'à 50 %), bien qu'elle soit rejetée par presque toute la classe politique du pays.

## Résultats électoraux
| Année | %                            | Rang                         | Mandats | Gouvernement                                  |
| ----- | ---------------------------- | ---------------------------- | ------- | --------------------------------------------- |
| 1988  | 1,9                          | 11e                          | 2 / 120 | Opposition (1988-1991), Shamir IV (1991-1992) |
| 1992  | 2,4                          | 6e                           | 3 / 120 | Opposition                                    |
| 1999  | Au sein de l'Union nationale | Au sein de l'Union nationale | 2 / 120 | Opposition (1999-2001), Sharon I (2001-2003)  |
| 2003  | Au sein de l'Union nationale | Au sein de l'Union nationale | 2 / 120 | Sharon II (2003-2004), Opposition (2004-2006) |
| 2006  | Au sein de l'Union nationale | Au sein de l'Union nationale | 2 / 120 | Opposition                                    |
| 2009  | Au sein de l'Union nationale | Au sein de l'Union nationale | 0 / 120 | Extra-parlementaire                           |